# Strongylosoma laetum
Strongylosoma laetum är en mångfotingart som först beskrevs av Filippo Silvestri 1897.  Strongylosoma laetum ingår i släktet Strongylosoma och familjen orangeridubbelfotingar. Inga underarter finns listade i Catalogue of Life.